# 10 Brygada Artylerii Ciężkiej

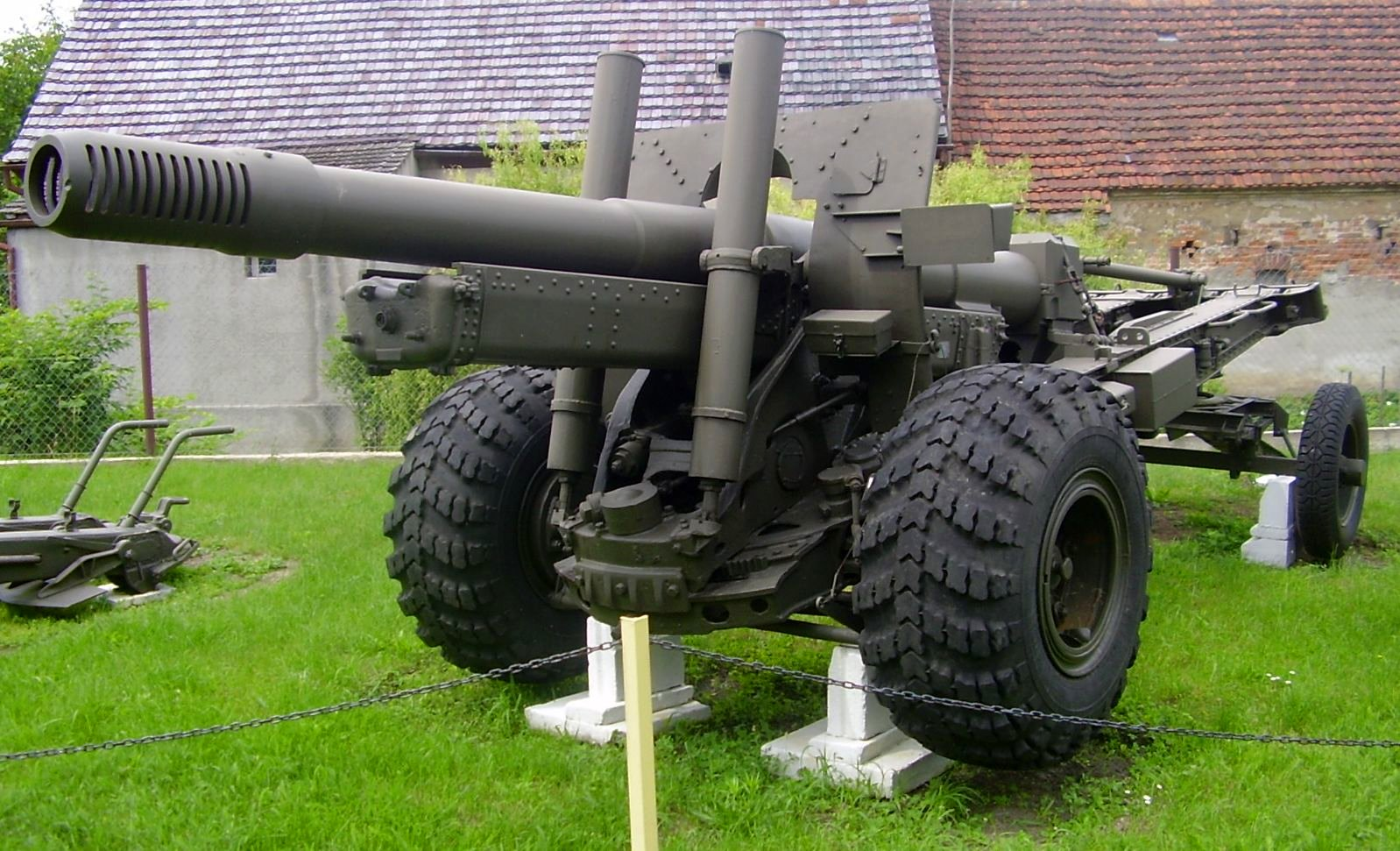
152 mm haubicoarmata wz. 1937 (MŁ-20)

10 Brygada Artylerii Ciężkiej (10 BAC) – związek taktyczny ciężkiej artylerii Wojska Polskiego.

## Formowanie i zmiany organizacyjne
Sformowana została, w rejonie Zamościa, na podstawie rozkazu Naczelnego Dowódcy WP nr 50 z 10 października 1944 roku jako jednostka 3 Armii WP. Wobec zaprzestania formowania armii weszła w skład 5 Dywizji Artylerii.
W 1945 roku w Toruniu brygada przeformowana została w 71 pułk artylerii ciężkiej i podporządkowana dowódcy 13 Brygady Artylerii Ciężkiej. W 1948 jednostka została dyslokowana do Chełmna. W lipcu 1949 roku pułk został usamodzielniony oraz wzmocniony ludźmi i sprzętem z rozwiązywanego 30 dywizjonu artylerii ciężkiej. W 1951 roku 71 pac przeformowany został w 21 Brygadę Artylerii Ciężkiej.
Brygada wchodziła w skład 6 Dywizji Artylerii Przełamania z Grudziądza, a od jesieni 1956 w skład 5 Dywizji Artylerii Armat. W 1955 roku jednostka przemianowana została na 21 Brygadę Artylerii Armat. W terminie do 15 sierpnia 1957 roku brygada została przeformowana w 92 dywizjon artyleryjskiego rozpoznania pomiarowego.

## Dowódcy jednostki
- płk Wasilij Klimkowski 13.XI.1944–3.VIII.1945

## Skład organizacyjny
Dowództwo i sztab
- 3 x dywizjon artylerii
  - 3 x bateria artylerii
- park artyleryjski

Stan etatowy: żołnierzy – 1129 (oficerów – 116, podoficerów – 308, kanonierów – 705)

## Podstawowy sprzęt i uzbrojenie
- 152 mm haubico-armata – 36
- rusznice przeciwpancerne – 36
- karabiny maszynowe – 18
- samochody – 102
- ciągniki – 45

## Przekształcenia
10 Brygada Artylerii Ciężkiej → 71 pułk artylerii ciężkiej → 21 Brygada Artylerii Ciężkiej → 21 Brygada Artylerii Armat → 92 dywizjon artyleryjskiego rozpoznania